# Keisei série 3100
La série 3100 (3100形, 3100-gata) de Keisei est un type de rame automotrice exploitée depuis 2019 par la compagnie Keisei dans le Grand Tokyo au Japon. C'est le second modèle de la compagnie à porter ce numéro.

## Description
Les rames série 3100 sont composées de 8 voitures avec chacune 3 paires de portes.
L'espace voyageurs se compose uniquement de banquettes longitudinales, avec des dossiers plus hauts que ceux des modèles précédents de la compagnie. Au centre des banquettes, l'assise peut se relever pour ranger des bagages. Des sièges prioritaires sont installés aux extrémités des voitures.
La livrée extérieure comporte des bandes orange, couleur du service Access Express. 

## Histoire
Les deux premières rames sont entrées en service le 26 octobre 2019.

## Services
Les rames sont affectées aux services Access Express reliant l'aéroport de Narita à l'aéroport de Haneda et à Keisei Ueno. Elles empruntent les lignes suivantes :
- ligne principale Keisei,
- ligne Keisei Aéroport de Narita,
- ligne Keisei Oshiage,
- ligne Asakusa,
- ligne principale Keikyū,
- ligne Keikyū Aéroport.

## Galerie photos

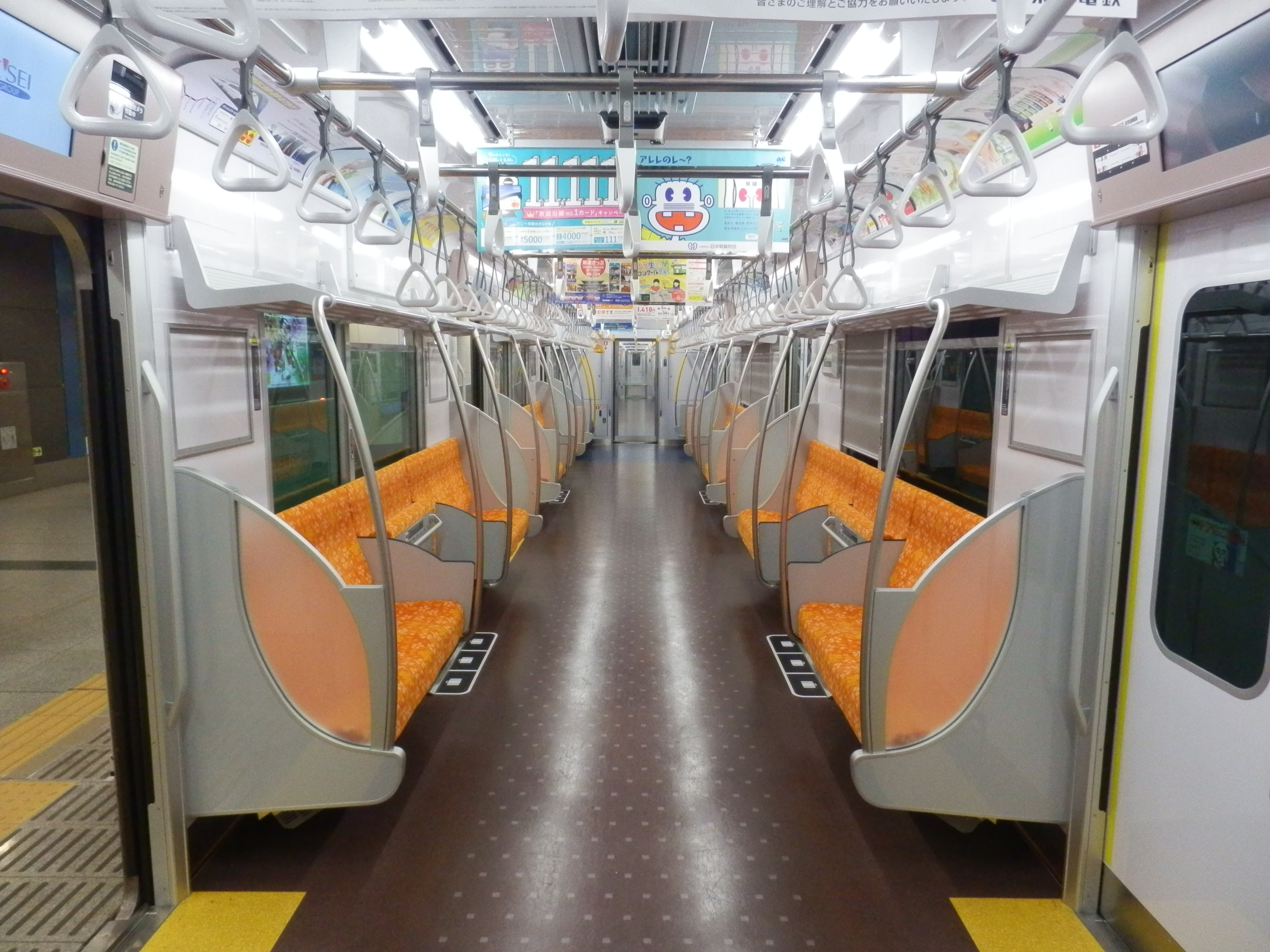
Intérieur de la rame.
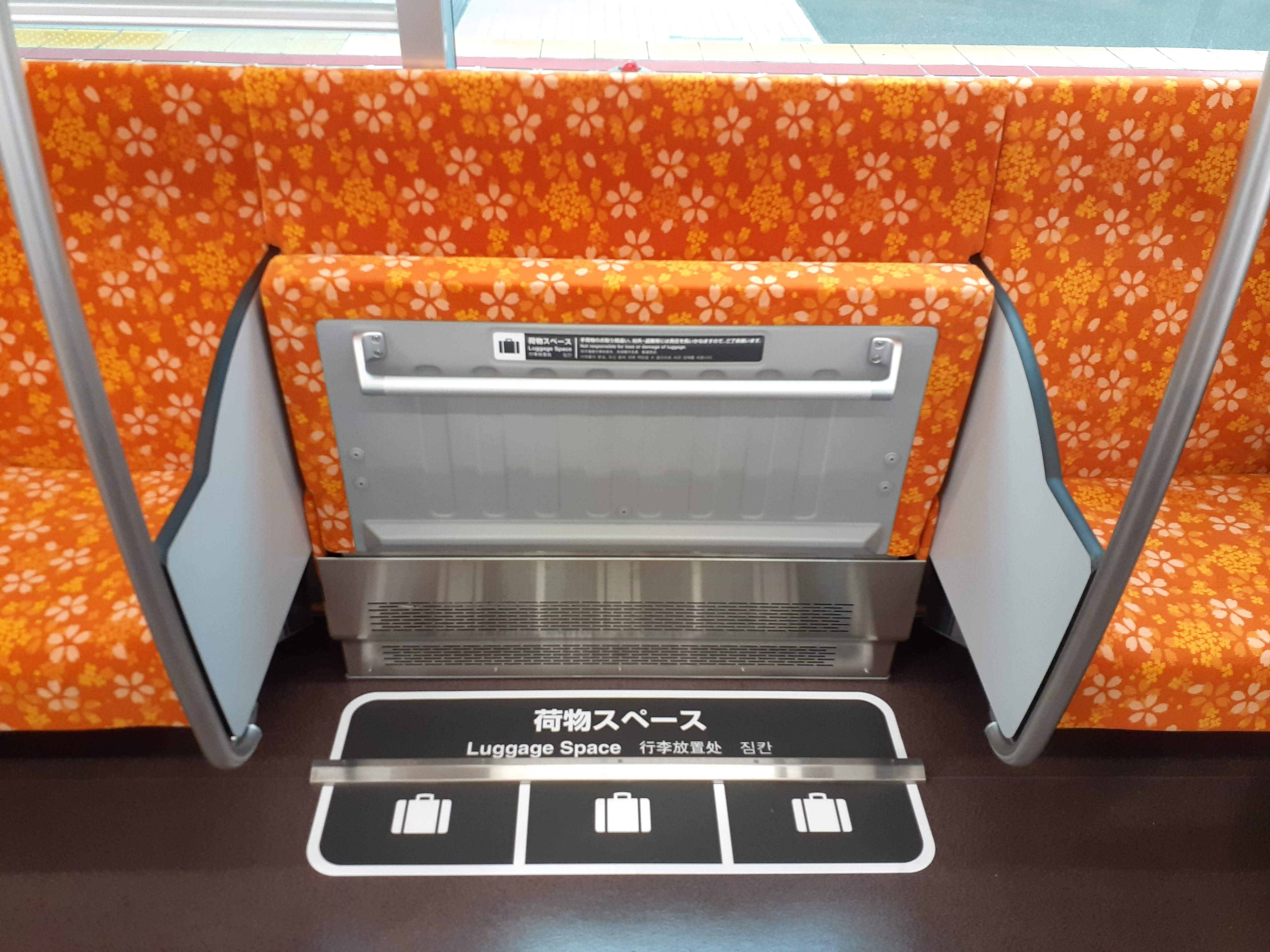
Espace bagages.
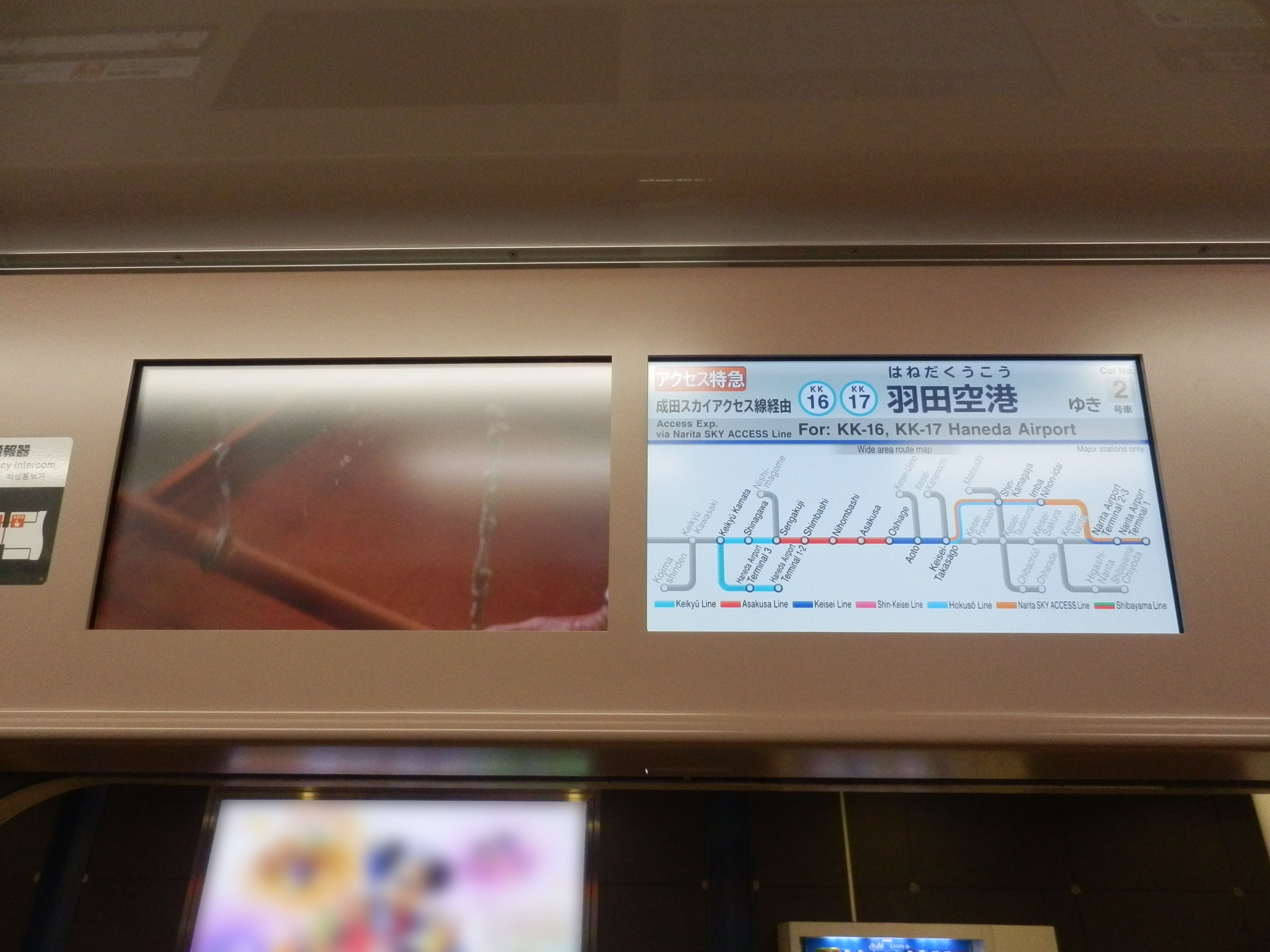
Écrans d'information voyageurs.